# Ільхан Ірем
Ільх́́ан Ір́́ем (Ільхан Алдатмаз) (1 квітня 1955, Бурса — 28 липня 2022) — турецький співак, композитор, автор пісень, поет і письменник.

## Народження та родина
Ільхан Ірем народився в Бурсі в 1955 році. За словами самого Ільхана Ірема він мав дуже вільне і щасливе дитинство.

## Музична кар'єра
Ільхан Ірем почав брати уроки сольфеджіо та співу коли навчався в середній школі, однак його перший крок до майбутнього музичного життя відбувся, коли його обрали солістом шкільного оркестру в 1969 році, тоді йому вже виповнилося 14 років. У 1970 році оркестр Мелтемлера здобув перше місце в регіоні Мармара на міжшкільному музичному конкурсі, організованому газетою Milliyet. У цей період Ільхан Ірем отримував пропозиції від багатьох професійних музичних груп у Стамбулі, однак вважав що краще залишитися в Бурсі аж до 1972 року. В тому ж колі він продовжував працювати вокалістом — виконавцем танцювальної музики в готелі Бурси Çelik Palas і на дискотеках Uludağ до 1972 року.

### 70-ті роки
Сам Ільхан Ірем називає 70-ті роки двадцятого століття «романтичним періодом» у своєму мистецькому житті. Власними засобами в цей період він записав і випустив синглові записи та романтичні пісні-хіти. В 1973 році його першою фірмовою 45-кою була пісня яка звучала на дискотеці «Об'єднайте всі руки». Однак, не можна було очікувати досягнення успіху без продюсера. В другій 45-ці "Шкода майбутнього — витираємо очі " він втілив своє бажання стати найпопулярнішим артистом Туреччини. Ільхан Ірем продовжив успіх у своїй третій 45-ці " Анласані ", опублікованій у 1975 році.
Його четверта 45-ка, була записана і побачила світ в 1976 році, однак була знята з ринку звукозаписною компанією внаслідок тиску сторонніх організацій через пісню "Дядько Ляльковий", в якій автор звертався до бога. В 1976 році Ільхан Ірем, випустив свій перший довгограючий альбом з пісень які були опубліковані в 1973-1976 рр .: „Яка Погода“, „Це життя“, „Останній салют“, „Розлучна ніч“, „Ви знаєте“, „Медовий рот“ — всі композиції написані особисто співаком. Він опублікував в цілому 10 творів. Його пошуки музичного стилю, були ініційовані темою смутку в його піснях 70 — х років, аж до теми світу і метафізики в 80 — х. У цей період він також написав рок — симфонію. Після публікації „Bezgin“, яка складалася з його композицій, в 1981 році він випустив симфонічну рок — трилогію, яка була продуктом семи років роботи і була підготовлена в трьох окремих альбомах Pencere (1983), köprü (1985), а Ve Ötesi (1987). Перший альбом в трилогії Pencere отримав нагороду Золотий метелик в 1983 році.. Один з творів на LP був академічною роботою Есіна Енгіна.

### 80-ті роки
80-ті збігаються з процесом відходу від популярної культури, який розпочався з віконного альбому. У його роботах у цей період спостерігається, що його чутливість до соціальних проблем зросла. Знову Ільхан Ірем почав відходити зі сцен, заявляючи, що процес зникнення мистецьких та людських цінностей розпочався з реакції перевороту 12 вересня 1980 р. Та наступної суміші «вмерикансько-арабського лібералізму». По-перше, власними словами, він знову відійшов від «людей, які були рішучими щирими, світлими, живими та безглуздими натовпами» та «популярною культурою, яка займається формами, а не тим, що вони виробляють, змістом». "Він закрив свій будинок у Тарабії для відступу до 87 років. У цей період він навчився «подорожувати глибоко у свої внутрішні простори».
Його перерва в музиці розпочала процес, який починався від дотику смутку в 70-х до миру та метафізичних тематичних пісень. У цей період він написав рок-симфонію. Після публікації " Безгіна ", складеної з його композицій на військовій службі в 1981 році, у трьох окремих альбомах було випущено 150 хвилин симфонічної рок-трилогії, Windows (1983), Köprü (1985) та «За її межами» (1987), які були продуктом семирічного дослідження. Перший альбом рок-симфонії, що складається з безперебійної музичної структури, Вікно був удостоєний Золотої дошки у 1983 році. «Вікно» неодноразово вибиралося як «Найкращий альбом усіх часів» з альбомами «Коридор» та «Я тебе люблю» Ільхана Ірема.
Туреччина відбулася в Болгарії в 1984 році, конкурс «Золотий Орф» не представляв. Журналісти виграли Спеціальну премію .
У 1985 році вийшов другий альбом трилогії «Köprü» та перша книга Ільхан Ірем " Вікно. . . Міст. . . І за його межами … "опубліковано. Книга включала всебічне дослідження Ілхана Ірема над історією Ілхана Ірема Музики Бурака Елдема, Ізет Еті та Аднана Езера з оповіданням, який він написав у «Рок-симфонії», та рядками цієї історії, викладеними Нурі Курцебе . Знову в 1986 році він написав слова «Галле». Меліх Кібар був складений Туреччиною на пісенному конкурсі Євробачення, поки він не отримав найкращу оцінку року. 1987 році, в якості останньої частини трилогії, його друга книга "і за його межами Там " (Нариси) був опублікований його альбом «Ve Ötesi». Далі від минулого до завтра, в 1989 році, були випущені альбоми Uçun Kuşlar Uçun . Міністерство культури надало дозвіл на трансляцію альбому «Uçun Kuşlar Uçun» за умови, що пісня " Blues For Molla " була видалена з альбому.
Пісня, яка сатиризувала смертну фату з Хомейні письменнику Салману Рушді 29 жовтня 2008 року 85-ї республіки. У році його вивели на світ художник і розповсюдили на радіо, 1990 році вийшла його третя книга " Катастроф " (Вірші) та « Вікно». . Міст. . . І за його межами … "Трилогія вийшла в одному альбомі як всеосяжна концепція.

### 1990—2005
Саме процес розпочався з альбому Ільхан Ірем-ı Aşk і продовжився альбомами «Коридор» та «Я тебе люблю». У цей період темношкірі які почали одягатися, повністю відійшли від популярної культури як мовчазний опір нечутливості, за якою він сказав, що відчуває себе в соціальному та художньому середовищі, і перервали його концерти між 1992—2006 роками. фізичного зникнення, ініційований описом Ільхана Ірема про «відкриття коридору до світла та нових вимірів» період, коли вона продовжує свою роботу над альбомом та активізує твори книг та літератури. Це період, коли музика художника перетворюється на філософські виміри і зустрічає натовп. У цей період Ільхан Ірем опублікував вичерпну серію «Best Of», що складається з 4-х альбомів, зробивши доступним весь його репертуар.)
Він видав свій альбом « Ільхан-Аш» у 1992 році. Четверта книга " Делірій " (нариси) вийшла в тому ж році з альбомами « Коридор і римляни», опублікованими в 1994 році, «День святого Валентина в 1995 році» / «The Best Of İlhan İrem 1», в 1997 р. « Love Potion &amp; Witch Tree / The Best Of İlhan İrem 2, 1998» У 2009 році він дійшов до читача альбому Hayat Öpücuğu / The Best Of İlhan İrem 3 та п'ятої книги під назвою " Миші / Віртуалізація мишей, кажанів та інших " (Нариси). " Безгін ", «Вікно», що також були його старими творами у 2000 році. . . Міст. . . І поза … «альбоми, деякі частини яких були повторно змішані та оновлені, знову вийшли під заголовками» Приховані букви полотна ", " Блідо- блакитне вікно ", " Міст до хмар ", " Мрії і далі ".
" Я тебе люблю ", що складається з нових пісень, вийшов у 2001 році. У 2003 році артист випустив альбоми " I F закоханий в ангела / The Best Of İlhan İrem 4 " та в 2004 році альбоми " 30 Years with Light and Love ".

### Після 2006 року
Саме процес розпочався з альбому «Divine Gymns» в мистецтві. Ільхан Ірем визначає цей період поняттям «магія серця», що називається концертом . Він повертається на сцени і дає рідкісні сольні концерти. У цей період видаються різні книги (див.), різні дослідження про його музику та панелі. Крім того, політичні твори Ільхана Ірема посилилися в цей період.

Альбом Ільхана Ірема "Небесні гімни ", що складається з нових пісень, вийшов у 2006 році. У 2007 році вийшла його шоста книга " Пісня про чорного лебедя " під підзаголовком «Симфонічна поезія». У 2008 році він випустив альбом під назвою " Tozpembe / Прогресивні дитячі пісні " для дітей.
Ільхан Ірем в інтерв'ю Олькея Юналь Серт з газети «Ебіє» 17 вересня 2013 року: "Я ніколи не створюю свої роботи за певними зразками. Кожен з них живий. Кожен з них має в собі динаміку. Вони звучать як симфонія. Як тільки я його створюю, я стаю повністю в перехідному стані ".
Художник працює над новими альбомами і з 2006 року щороку концертує у великих містах, таких як Стамбул, Анкара, Ізмір. 4 червня 2016 року дав концерт в місті Бурса.

### Конкурс пісні «Євробачення»
Ільхан Ірем, 3 рази від Туреччини брав участь у фіналі Євробачення. " Одна зірка " з композиції " Євробачення 1979 " залишилася у фіналі Туреччини. Але його призвали ще до того, як він міг змагатися. Хоча Ільхану Ірему TSK було надано спеціальний дозвіл на змагання у фіналі, звукозаписну компанію артиста було дискваліфіковано відповідно до правил, оскільки він випустив альбом «Sweetheart» з піснею «Bir Yıldız». Ільхан Ірем двічі брав участь у конкурсі Євробачення зі своїми композиціями " Мир вдома, мир у світі " та " Комедія " 1990 році.
Ілхан Ірем, представляючи Туреччину в Норвегії в 1986 році. «Вони кліпують» і озвучував композиції групи Мелих Кібар " Галле ", заявив автор пісні.

## Нагороди
Ільхан Ірем отримав багато нагород, 6 з яких — «Золоті рекорди» за своє мистецтво. Його визнали гідними нагород «художник року чоловіка» та «художник року» різних журналів, газет та установ, зокрема Хей та Сес . Багато його пісень та альбомів були вибрані різними журналами, газетами та установами як «пісні року / альбому року».

## Іремський виноградник
У 1985 році слухачами було створено асоціацію під назвою «Ірем Баґі», яка внесла в своє життя філософію «Світла і любові».

## Навчання живопису та письму
Ільхан Ірем, який робить твори абстрактного живопису, періодично відкриває персональні виставки живопису. Він пише колонки для газети «Кумхурієт», газети «Айдинлік» та « Ода ТВ» .
Ільхан Ірем відомий як сучасний бард. В результаті містичних, метафізичних, надприродних та містичних аонотацій, які він відображає у своїх творах, він має унікальну аудиторію.

## Політика
Ільхан Ірем визначає свій світогляд як світський, демократичний, кемалістичний та антиімперіалістичний.

## Приватне життя
1 жовтня 1991 року він одружився з Гансу Ірем, випускницею психології Близькосхідного технічного університету . Хансу Ірем є також художнім керівником Ільхана Ірема. У пари немає дітей.

## Дискографія

### Диски
- Об'єднайте всі руки \ Іноді Радість Іноді горе (1973)
- Шкода було майбутнє \ Давай, витирай очі (1974)
- Зрозумій \ Як красиво жити (1975)
- Немає нікого (дядько ляльковий) \ Хасретим Сана (1975)
- Подай руку \ Не шкодуй чувак (1975)
- Як погода можеш полюбити очі (1976)
- Життя без тебе (життя тут) \ Останнє привітання (1977)
- Ніч розставання (Знімаючи з очерету) \ Знаєш (1978)
- Колись \ Нова пісня (1979)
- Лист Ер видно \ Медовий рот (1980)

### Альбоми
| - Sevgiliye (1979) - Bezgin (1981) - Pencere (1983) - Köprü (1985) - Ve Ötesi (1987) - Dünden Yarına (1988) - Uçun Kuşlar Uçun (1989) - İlhan-ı Aşk (1992) - Koridor (1994) - Romans (1994) - Seni Seviyorum (2001) - Cennet İlahileri (2006) - Tozpembe/Progressive Çocuk Şarkıları (2008) | - 1973–1976 (1976) - Pencere... Köprü... Ve Ötesi... (1990) - Sevgililer Günü \ The Best Of İlhan İrem 1 (1995) - Aşk İksiri & Cadı Ağacı \ The Best Of İlhan İrem 2 (1997) - Hayat Öpücüğü \ The Best Of İlhan İrem 3 (1998) - Bir Meleğe Aşık Oldum \ The Best Of İlhan İrem 4 (2003) - Işık ve Sevgiyle 30 Yıl (2004) - Bezginin Gizli Mektupları (2000) - Uçuk Mavi Pencere (2000) - Bulutlara Köprü (2000) - Düşler ve Ötesi (2000) |

## Книги
- Вікно. . . Міст. . . І поза … (Історія / 1985)
- Хтось у гостях (випробування / 1987)
- Катастрофа (Вірші / 1990)
- Делірій (випробування / 1994)
- Миші / віртуалізація мишей, кажанів та інших (випробування / 1998)
- Пісня Чорного лебедя (Симфонічна поезія / 2007)
- Темні люди сонячної країни (випробування / 2014)

## Написані книги
- «У казках, як вигнання» Майкла Куюку (2008) «Pegasus Publishing»
- «Ілхан Ірем з любов'ю до світла, містичним божеством музики» «Чорно-білі публікації» Езлем Суєв Зат "(2008)
- «Безсмертний Озан Ілхан Ірем» Хакан Таштан, Ерсін Камбуроглу (2008) Cinius Publishing

## Етапи сценічного життя
Ілхан Ірем після концерту в парку Гюльхане 8 серпня 1992 року попрощався зі сценою. Однак повернувся на сцену з великим концертом 29 вересня 2006 року в Стамбульському театрі під відкритим небом. Протягом 14 років артист працював над своїм новим альбомом.

## Документальні фільми
- Портрети [Архівовано 10 грудня 2012 у Wayback Machine.], 2011 рік
- Графіка [Архівовано 10 жовтня 2016 у Wayback Machine.], 1990 рік